# 小林軍団
小林軍団(こばやしぐんだん)は、日本のプロレス団体である大日本プロレスで結成されたユニットである。

## 概要
アブドーラ小林を中心に食事や飲み会を行う軍団としてかなり以前より存在していたようであるが、正式な結成日時は不明。
2015年頃よりツイッター界隈で軍団の名前がよく登場するようになり、2016年に鈴木秀樹が軍団に加入した頃からリング上での動きが活発化。
ストロング・デスマッチや試合形式・ルールを問わず会場全体を縦横無尽に暴れ回り、非常に人気が高いユニットである。
2019年3月10日、小林・鈴木・宇藤のトリオで第28代横浜ショッピングストリート6人タッグ王座を奪取し、小林軍団として初のベルトを獲得。5月16日、活動休止。5月30日、活動再開。

## メンバー
- アブドーラ小林 - 軍団長
- 鈴木秀樹（フリー） - 官房長官
- オルカ宇藤
- 忍 - 副店長 ：2019年5月5日の横浜文化体育館大会にてセコンドとして共闘し加入。
- ドリュー・パーカー  ：2019年5月30日の後楽園ホール大会にて加入。

また、以下の選手も軍団員の可能性がある。
- 岡林裕二 : メンバーから総理という役職で呼ばれ、会場で掲示されるファン作成の応援幕にも名前が記載されている。
- 佐久田俊行 : メンバーの顔がプリントされた小林軍団Tシャツに姿が見られる[2]。
- 植木嵩行 : 同上[2]。だがTwitterで軍団員であることをたびたび否定している[3][4]。
- KAMIKAZE : 2018年11月の大日本プロレス参戦時に加入を報じられたが、その後特に活動実績は見られない[5]。

他、大日本プロレス所属の複数の選手が軍団の勧誘を受けている。　　　　　　　　　　　　　　　　　